# エレクトロニック・スポーツ・リーグ
ESLはドイツのeスポーツリーグの運営会社である。2000年に「エレクトロニック・スポーツ・リーグ」設立、その後その略称をとってESLに改称された。本社はケルンにある。

## 概要
ESLは最も古くから運営されているeスポーツ企業のひとつで、その後も継続的に運営している最大規模の企業のひとつである。世界各国で国内・国際大会を開催している。
ESLは11の支店があり、ドイツの他にもテレビスタジオを所有している。大会の模様は主にTwitchで実況中継される。
主にインテル・エクストリーム・マスターズ（IEM）、ESL One、ESLプロリーグ、各国の国内選手権の開催などを運営している。

## 歴史
1997年にドイツでドイツ・クランリーガ（Deutsche Clanliga）として設立された。クランリーガを継承する形で2000年に「エレクトロニック・スポーツ・リーグ」が、オンラインゲーム・リーグ及びゲーム雑誌企業として設立された。ゲーム用にサーバーのレンタル事業も行なっていた。
ESLの年間収入が2002年から2004年で倍増し、2005年にはインテル・エクストリーム・マスターズ（IEM）のKatowiceが10万人動員、Twitchで100万人以上の視聴者を集め、世界で最も視聴者数の多いeスポーツイベントとなった。
2015年7月にはスウェーデンのデジタルエンターテイメント企業モダン・タイムズ・グループ（MTG）がタートル・エンタテインメントからESLの株式74%を取得し、ESLはMTGの傘下となった。同年、ESLは映画館でeスポーツをライブ観戦する「esports in Cinema」への参入を発表、世界で1,500館以上に配信を行なっている。
2015年に競技者が公式にアデロール（Adderall）の使用を認めた後、ESLは各国のアンチ・ドーピング機構や世界アンチ・ドーピング機関（WADA）と連携し、アンチ・ドーピング方針を決定 ESLは国際的なeスポーツ運営企業として初めてドーピング規定を導入した。WADAで禁止されている薬物の抜き打ち試験をおこなった。能力向上ドラッグを使用した違反者は、賞金減額や獲得点数の減点、失格扱いから、ESL主催大会から最大2年間の出場停止処分など多岐にわたった。
2015年11月にEスポーツ・エンターテイメント協会リーグ（E-Sports Entertainment Association League (ESEA)）の買収を発表。また現在、ESLはプロフェッショナル・eスポーツの統合維持を目指す非営利団体Eスポーツ統合連立機構（Esports Integrity Coalition (ESIC)）の会員組織である。